# Radovci (Serbia)
Radovci (cyr. Радовци) – wieś w Serbii, w okręgu zlatiborskim, w gminie Požega. W 2011 roku liczyła 422 mieszkańców.